# Federico Moisés
Carlos Federico Moisés, conocido popularmente como Federico Moisés (n. 8 de abril de 1987, San Pedro, Provincia de Jujuy), es un piloto argentino de automovilismo de velocidad. Inició su carrera deportiva incursionando en categorías de monoplazas nacionales, siendo destacado su accionar en la Fórmula Renault Argentina y en la Fórmula 3 Sudamericana. Tras su paso por los monoplazas, inició su trayectoria sobre automóviles de turismo, debutando en la divisional Top Race Series, al comando de un Mercedes-Benz C-203. Compitió también en las categorías TC 2000, Top Race V6 y Súper TC 2000, en ese orden. Tras su debut en la TRV6, comenzaría a identificar a sus unidades con el número 12. A lo largo de su carrera deportiva, fue también miembro principal de su propio equipo, el Moisés Sport Group, con la cual compitiera en Fórmula Renault y Top Race, hasta el año 2014.

## Resumen de carrera
| Temporada | Categoría                        | Equipo                          | Carreras | Victorias | Poles | VR | Podios | Puntos | Pos. |
| --------- | -------------------------------- | ------------------------------- | -------- | --------- | ----- | -- | ------ | ------ | ---- |
| 2006      | Fórmula Renault Argentina        | s/d                             | 4        | 0         | 0     | 0  | 0      | 3      | 56.º |
| 2007      | Fórmula 4 Argentina              | s/d                             | 1        | 0         | 0     | 0  | 0      | -      | NC   |
| 2007      | Fórmula Renault Argentina        | Mara Competición JLS Motorsport | 13       | 0         | 0     | 0  | 0      | 9      | 20.º |
| 2008      | Fórmula Metropolitana            | s/d                             | 3        | 0         | 0     | 0  | 1      | 28     | 14.º |
| 2008      | Fórmula Renault Argentina        | Moisés Competición              | 7        | 0         | 0     | 0  | 0      | 12     | 23.º |
| 2009      | Fórmula Metropolitana            | s/d                             | 4        | 0         | 0     | 0  | 2      | 44     | 11.º |
| 2009      | Fórmula Renault Argentina        | JLS Sport                       | 8        | 0         | 0     | 0  | 0      | 18     | 19.º |
| 2010      | Fórmula Renault Argentina        | MSG                             | 7        | 0         | 0     | 0  | 0      | 9      | 26.º |
| 2011      | Fórmula Renault Argentina        | MSG Fórmula                     | 10       | 0         | 0     | 0  | 0      | 29     | 15.º |
| 2012      | TC 2000                          | Pro Rally                       | 2        | 0         | 0     | 0  | 0      | -      | -    |
| 2012      | Top Race Series                  | Moisés Sport Group              | 11       | 0         | 0     | 0  | 1      | 91     | 10.º |
| 2013      | Top Race Series                  | Moisés Sport Group              | 3        | 0         | 0     | 0  | 0      | 28     | 16.º |
| 2013      | Top Race V6                      | Moisés Sport Group              | 4        | 0         | 0     | 0  | 0      | 2      | 17.º |
| 2013      | Fórmula 3 Sudamericana - Clase B | Cesário F3                      | 4        | 3         | 0     | 0  | 4      | 75     | 3.º  |
| 2013      | Fórmula Renault Argentina        | Croizet Racing                  | 2        | 0         | 0     | 0  | 0      | 1,5    | 35.º |
| 2014      | Súper TC 2000                    | JM Motorsport                   | 2        | 0         | 0     | 0  | 0      | -      | -    |
| 2014      | Top Race V6                      | Moisés Sport Group              | 10       | 0         | 0     | 0  | 0      | 66     | 19.º |
| 2015      | Top Race V6                      | Motorola DM Team GF Racing      | 16       | 0         | 0     | 0  | 0      | 36     | 22.º |
| 2016      | Top Race Series                  | JLS Motorsport Azar Motorsport  | 8        | 1         | 0     | 0  | 1      | 42     | 14.º |
| 2017      | Top Race Series                  | ABH Sport                       | 1        | 0         | 0     | 0  | 0      | 2      | 27.º |
| Fuente:   |                                  |                                 |          |           |       |    |        |        |      |

## Resultados

### Top Race
| Temporada | Categoría       | Vehículo            | Equipo             | Posición final     |
| --------- | --------------- | ------------------- | ------------------ | ------------------ |
| 2012      | Top Race Series | Mercedes-Benz C-204 | Moisés Sport Group | 10º (91 puntos)    |
| 2013      | Top Race Series | Mercedes-Benz C-203 | Moisés Sport Group | 16º (28 puntos)    |
| 2013      | Top Race V6     | Mercedes-Benz C-204 | Moisés Sport Group | 17º (2 puntos)     |
| 2014      | Top Race V6     | Mercedes-Benz C-204 | Moisés Sport Group | 19º (66 puntos)    |
| 2015      | Top Race V6     | Mercedes-Benz C-204 | Motorola DM Team   | 22º (36.00 puntos) |
| 2016      | Top Race Series | Mercedes-Benz CLA   | JLS Motorsport     | 14º (42.00 puntos) |

### TC 2000
| Año  | Equipo    | Auto             | 1   | 2   | 3  | 4   | 5   | 6   | 7  | 8   | 9   | 10  | Res. | Puntos |
| ---- | --------- | ---------------- | --- | --- | -- | --- | --- | --- | -- | --- | --- | --- | ---- | ------ |
| 2012 |           |                  | ROS | SJU | GR | OBE | RAF | SMM | RC | SFE | SAL | PDF | -    | -      |
| 2012 | Pro Rally | Honda Civic VIII |     |     |    |     |     |     |    |     | 4   | 4   | -    | -      |

### Súper TC 2000
| Año  | Equipo        | Auto              | 1   | 2   | 3  | 4   | 5   | 6   | 7   | 8   | 9   | 10  | 11  | 12  | 13  | Res. | Puntos |
| ---- | ------------- | ----------------- | --- | --- | -- | --- | --- | --- | --- | --- | --- | --- | --- | --- | --- | ---- | ------ |
| 2014 |               |                   | RAF | VIE | AG | ROS | TOA | BA  | RES | SFE | SFE | SJU | TRH | COD | PDF | -    | -      |
| 2014 | JM Motorsport | Chevrolet Cruze I |     |     |    |     |     | 22† |     |     |     |     | Ret |     |     | -    | -      |